# Plagiodera versicolora
Plagiodera versicolora là một loài bọ cánh cứng trong họ Chrysomelidae. Loài này được Laicharting miêu tả khoa học năm 1781.

## Hình ảnh

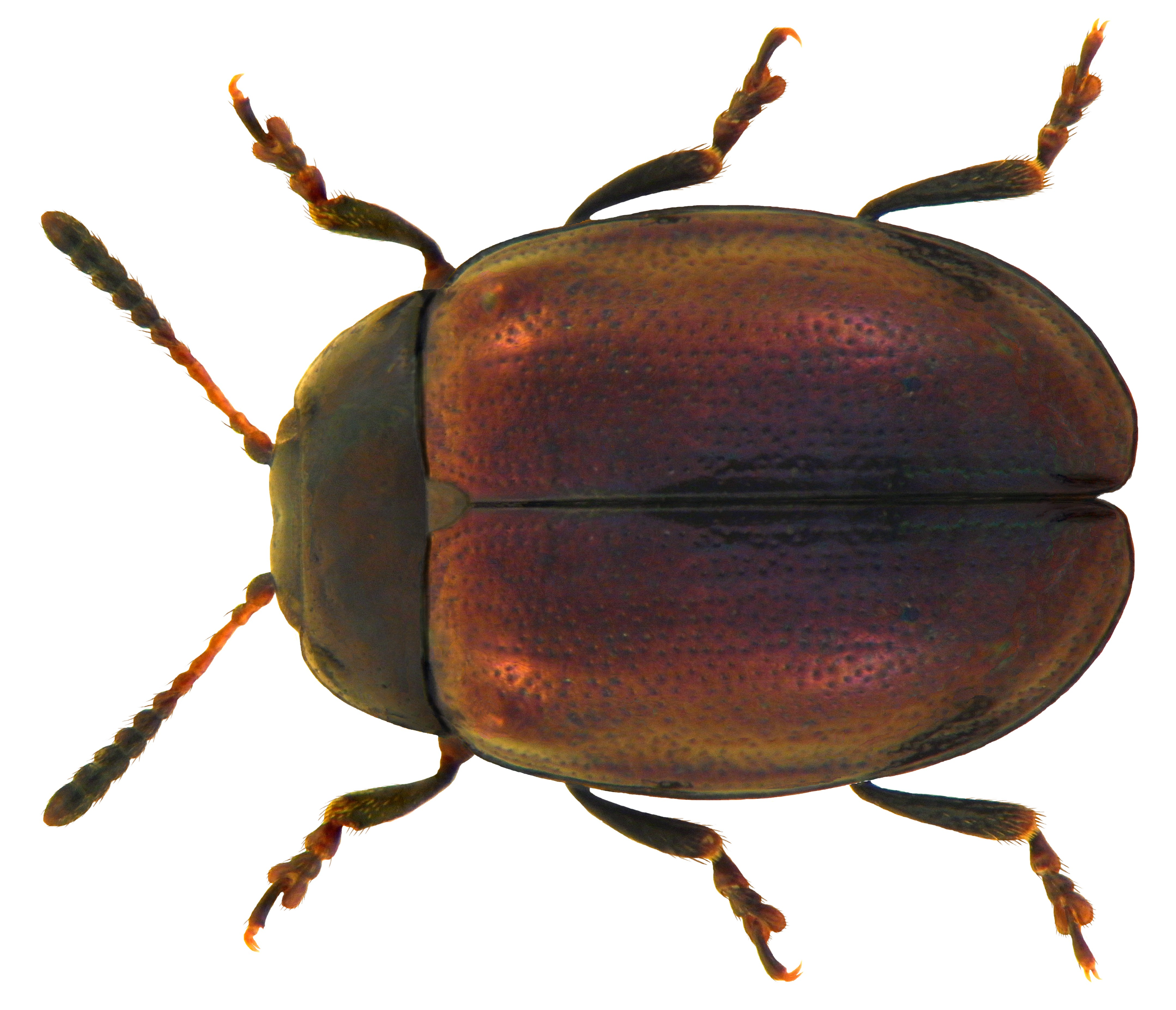